# Epanthidium bolivianum
Epanthidium bolivianum là một loài Hymenoptera trong họ Megachilidae. Loài này được Urban mô tả khoa học năm 1992.